# 北弗利特號 (船)

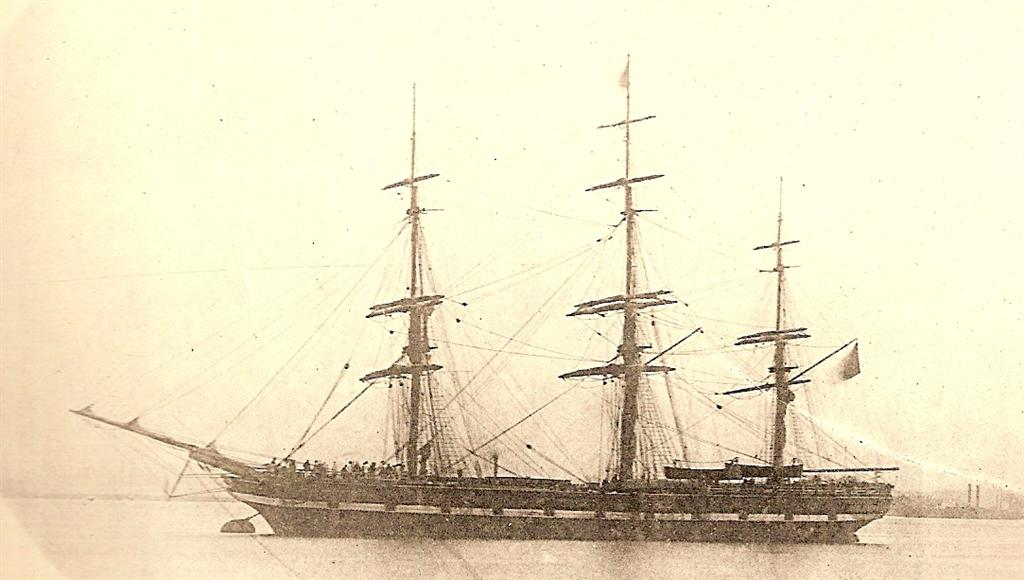
1873年的北弗利特號

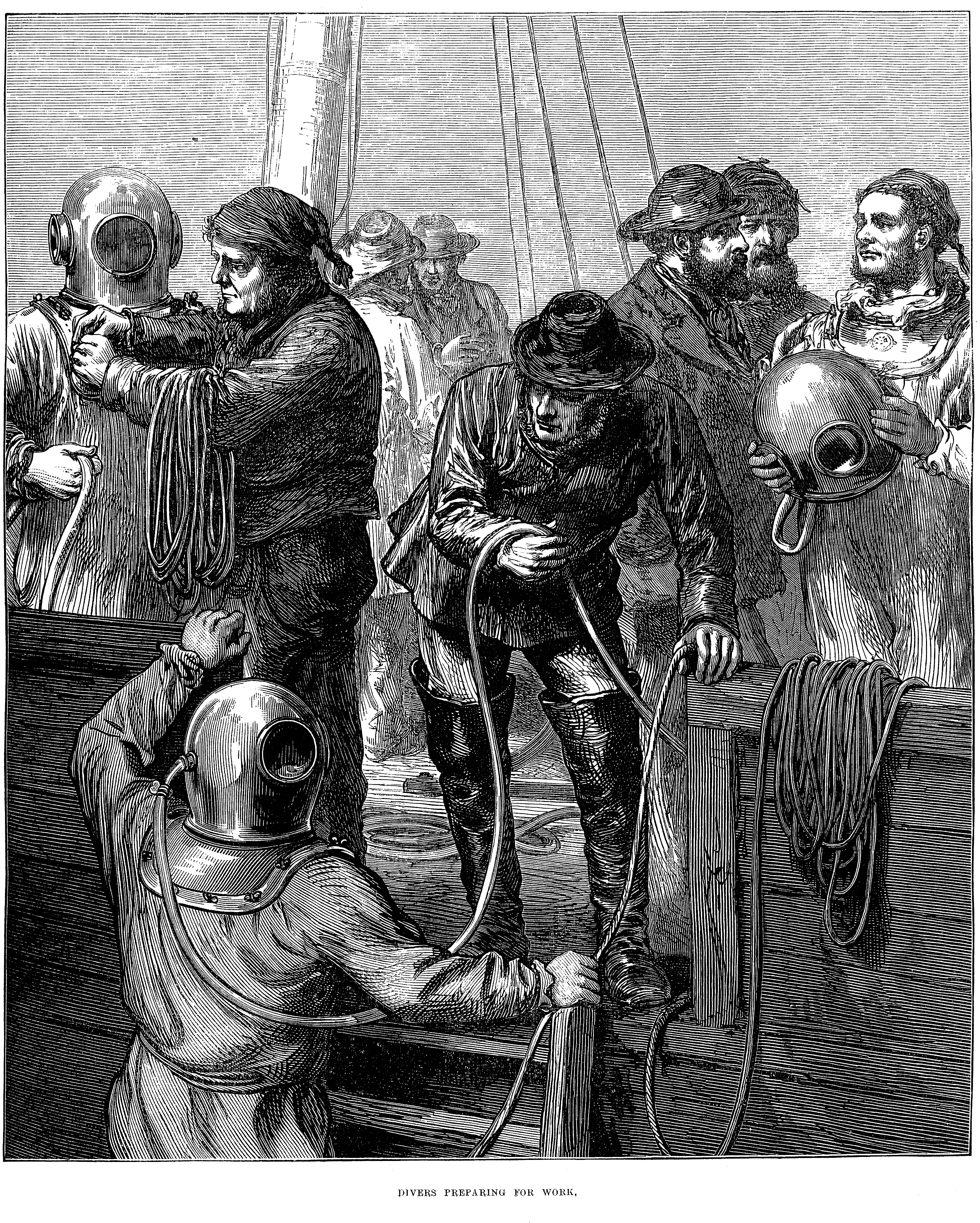
倫敦新聞畫報1873年2月6日封面-潜水员准备尋回船体

北弗利特號（Northfleet）是一艘英國籍布萊克沃爾巡防艦，由威廉·皮徹公司北弗利特造船廠建造。她於1873年沉沒於英吉利海峽。